# Тольч
Тольч (пол. Tolcz) — село в Польщі, у гміні Стара Домброва Старгардського повіту Західнопоморського воєводства.
Населення — 268 осіб (2011).
У 1975-1998 роках село належало до Щецинського воєводства.

## Демографія
Демографічна структура станом на 31 березня 2011 року:
|          | Загалом | Допрацездатний вік | Працездатний вік | Постпрацездатний вік |
| -------- | ------- | ------------------ | ---------------- | -------------------- |
| Чоловіки | 138     | 30                 | 93               | 15                   |
| Жінки    | 130     | 22                 | 72               | 36                   |
| Разом    | 268     | 52                 | 165              | 51                   |